# Agustí Montal Costa
Agustí Montal Costa (Barcelona, 5 de abril de 1934-22 de marzo de 2017) fue un empresario español, presidente del Fútbol Club Barcelona desde 1969 hasta 1977. Era hijo del que también fuese presidente del club, Agustí Montal Galobart. Fue vicepresidente del Fútbol Club Barcelona con 33 años, en la junta de Narcís de Carreras, y al dimitir este, se decidió presentar a presidente del club.
Consiguió fichar a Johan Cruyff, y gracias a él consiguió ganar la liga 1973-1974. Fue reelegido en 1973. Bajo su mandato se celebraron las bodas de platino del club, presentándose el himno actual del club, se inauguraron el Palau Blaugrana y el Palau de Gel.